# غونزاليس (كاليفورنيا)
غونزاليس (بالإنجليزية: Gonzales )‏ هي إحدى مدن مقاطعة مونتيري، كاليفورنيا. تم إعطاءها لقب مدينة في 14 يناير، 1947.

## التركيبة السكانية
حدّد مكتب تعداد الولايات المتحدة بيانات التركيبة السكانية لغونزاليس في تعداد الولايات المتحدة. في ما يلي، التركيبة السكانية حسب تعدادي 2000 و2010.

### تعداد عام 2000
بلغ عدد سكان غونزاليس 7,525 نسمة بحسب تعداد عام 2000، وبلغ عدد الأسر 1,695 أسرة وعدد العائلات 1,502 عائلة مقيمة في المدينة. في حين سجلت الكثافة السكانية 1,526.4 نسمة لكل كيلومتر مربع (3,953.4/ميل2). وبلغ عدد الوحدات السكنية 1,724 وحدة بمتوسط كثافة قدره 349.7 لكل كيلومتر مربع (905.7/ميل2).
وتوزع التركيب العرقي للمدينة بنسبة 34.78% من البيض و0.80% من الأمريكيين الأفارقة و1.41% من الأمريكيين الأصليين و2.05% من الأمريكيين ذوي الأصول الآسيوية و0.17% من سكان جزر المحيط الهادئ و55.99% من الأعراق الأخرى و4.81% من عرقين مختلطين أو أكثر و86.03% من الهسبانيون أو اللاتينيون من أي عرق.
بلغ عدد الأسر 1,695 أسرة كانت نسبة 68.6% منها لديها أطفال تحت سن الثامنة عشر تعيش معهم، وبلغت نسبة الأزواج القاطنين مع بعضهم البعض 68% من أصل المجموع الكلي للأسر، ونسبة 14.2% من الأسر كان لديها معيلات من الإناث دون وجود شريك، بينما كانت نسبة 6.4% من الأسر لديها معيلون من الذكور دون وجود شريكة وكانت نسبة 11.4% من غير العائلات. تألفت نسبة 9.3% من أصل جميع الأسر من عدة أفراد يعيشون في نفس المنزل ونسبة 4% كانت تتألف من شخص يعيش بمفرده يبلغ من العمر 65 عاماً أو أكثر. وبلغ متوسط حجم الأسرة المعيشية 4.42، أما متوسط حجم العائلات فبلغ 4.61.
بلغ العمر الوسطي للسكان 24.5 عاماً. وكانت نسبة 37.8% من القاطنين تحت سن الثامنة عشر، وكانت نسبة 12.9% بين الثامنة عشر والرابعة والعشرين عاماً، ونسبة 30.4% كانت واقعةً في الفئة العمرية ما بين الخامسة والعشرين والرابعة والأربعين عاماً، ونسبة 12.7% كانت ما بين الخامسة والأربعين والرابعة والستين، ونسبة 5.7% كانت ضمن فئة الخامسة والستين عاماً فما فوق. يوجد لكل 100 أنثى 107.4 ذكر، ويوجد لكل 100 أنثى في الثامنة عشر من عمرها فما فوق 107.8 ذكر.
بلغ متوسط دخل الأسرة في المدينة 41,582 دولارًا، أما متوسط دخل العائلة فبلغ 41,773 دولارًا. وكان متوسط دخل الذكور 31,743 دولارًا مقابل 27,115 دولارًا للإناث. وسجل دخل الفرد الخاص بالمدينة 12,438 دولارًا. وكانت نسبة 15% من العائلات ونسبة 20.2% من السكان تحت خط الفقر، وكان من هؤلاء نسبة 27% تحت سن الثامنة عشر ونسبة 11.5% في الخامسة والستين من العمر وما فوق.

### تعداد عام 2010
بلغ عدد سكان غونزاليس 8,187 نسمة بحسب تعداد عام 2010، وبلغ عدد الأسر 1,906 أسرة وعدد العائلات 1,704 عائلة مقيمة في المدينة. في حين سجلت الكثافة السكانية 1,660.6 نسمة لكل كيلومتر مربع (4,300.9/ميل2). وبلغ عدد الوحدات السكنية 1,989 وحدة بمتوسط كثافة قدره 403.4 لكل كيلومتر مربع (1,044.8/ميل2).
وتوزع التركيب العرقي للمدينة بنسبة 42.31% من البيض و0.99% من الأمريكيين الأفارقة و1.51% من الأمريكيين الأصليين و2.32% من الأمريكيين ذوي الأصول الآسيوية و0.17% من سكان جزر المحيط الهادئ و48.34% من الأعراق الأخرى و4.35% من عرقين مختلطين أو أكثر و88.87% من الهسبانيون أو اللاتينيون من أي عرق.
بلغ عدد الأسر 1,906 أسرة كانت نسبة 65.7% منها لديها أطفال تحت سن الثامنة عشر تعيش معهم، وبلغت نسبة الأزواج القاطنين مع بعضهم البعض 65.9% من أصل المجموع الكلي للأسر، ونسبة 16.2% من الأسر كان لديها معيلات من الإناث دون وجود شريك، بينما كانت نسبة 7.3% من الأسر لديها معيلون من الذكور دون وجود شريكة وكانت نسبة 10.6% من غير العائلات. تألفت نسبة 8.1% من أصل جميع الأسر من عدة أفراد يعيشون في نفس المنزل ونسبة 3.5% كانت تتألف من شخص يعيش بمفرده يبلغ من العمر 65 عاماً أو أكثر. وبلغ متوسط حجم الأسرة المعيشية 4.29، أما متوسط حجم العائلات فبلغ 4.45.
بلغ العمر الوسطي للسكان 27.0 عاماً. وكانت نسبة 34.9% من القاطنين تحت سن الثامنة عشر، وكانت نسبة 11.7% بين الثامنة عشر والرابعة والعشرين عاماً، ونسبة 28.8% كانت واقعةً في الفئة العمرية ما بين الخامسة والعشرين والرابعة والأربعين عاماً، ونسبة 18.7% كانت ما بين الخامسة والأربعين والرابعة والستين، ونسبة 6% كانت ضمن فئة الخامسة والستين عاماً فما فوق. وتوزع التركيب الجنسي للسكان بنسبة 51.1% ذكور و48.9% إناث.

## المناخ
يظهر الجدول التالي التغييرات المناخية على مدار السنة لغونزاليس:
| البيانات المناخية لـغونزاليس      | البيانات المناخية لـغونزاليس | البيانات المناخية لـغونزاليس | البيانات المناخية لـغونزاليس | البيانات المناخية لـغونزاليس | البيانات المناخية لـغونزاليس | البيانات المناخية لـغونزاليس | البيانات المناخية لـغونزاليس | البيانات المناخية لـغونزاليس | البيانات المناخية لـغونزاليس | البيانات المناخية لـغونزاليس | البيانات المناخية لـغونزاليس | البيانات المناخية لـغونزاليس | البيانات المناخية لـغونزاليس |
| الشهر                             | يناير                        | فبراير                       | مارس                         | أبريل                        | مايو                         | يونيو                        | يوليو                        | أغسطس                        | سبتمبر                       | أكتوبر                       | نوفمبر                       | ديسمبر                       | المعدل السنوي                |
| --------------------------------- | ---------------------------- | ---------------------------- | ---------------------------- | ---------------------------- | ---------------------------- | ---------------------------- | ---------------------------- | ---------------------------- | ---------------------------- | ---------------------------- | ---------------------------- | ---------------------------- | ---------------------------- |
| الدرجة القصوى °ف (°م)             | 86 (30)                      | 86 (30)                      | 93.0 (33.9)                  | 100.0 (37.8)                 | 106.0 (41.1)                 | 111.9 (44.4)                 | 116.1 (46.7)                 | 115.0 (46.1)                 | 114.1 (45.6)                 | 116.1 (46.7)                 | 93.9 (34.4)                  | 90.0 (32.2)                  | 116.1 (46.7)                 |
| متوسط درجة الحرارة الكبرى °ف (°م) | 61 (16)                      | 63.0 (17.2)                  | 66.0 (18.9)                  | 71.8 (22.1)                  | 79.7 (26.5)                  | 88 (31)                      | 95.5 (35.3)                  | 94.8 (34.9)                  | 90.7 (32.6)                  | 81.0 (27.2)                  | 69.4 (20.8)                  | 61.9 (16.6)                  | 76.9 (24.9)                  |
| المتوسط اليومي °ف (°م)            | 46.8 (8.2)                   | 49.1 (9.5)                   | 51.4 (10.8)                  | 55.2 (12.9)                  | 61.2 (16.2)                  | 67.3 (19.6)                  | 72.9 (22.7)                  | 72.3 (22.4)                  | 69.4 (20.8)                  | 61.9 (16.6)                  | 53.2 (11.8)                  | 47.7 (8.7)                   | 59.0 (15.0)                  |
| متوسط درجة الحرارة الصغرى °ف (°م) | 32.7 (0.4)                   | 35.2 (1.8)                   | 36.7 (2.6)                   | 38.8 (3.8)                   | 43 (6)                       | 46.6 (8.1)                   | 50.4 (10.2)                  | 49.8 (9.9)                   | 48.4 (9.1)                   | 43 (6)                       | 37.0 (2.8)                   | 33.4 (0.8)                   | 41.2 (5.1)                   |
| أدنى درجة حرارة °ف (°م)           | 10.0 (−12.2)                 | 17.1 (−8.3)                  | 18.0 (−7.8)                  | 21.0 (−6.1)                  | 26.1 (−3.3)                  | 28.0 (−2.2)                  | 35.1 (1.7)                   | 30.9 (−0.6)                  | 32.0 (0.0)                   | 25.0 (−3.9)                  | 15.1 (−9.4)                  | 10.0 (−12.2)                 | 10.0 (−12.2)                 |
| الهطول إنش (مم)                   | 3.3 (83)                     | 3.1 (79)                     | 2.9 (73)                     | 1.3 (32)                     | 0.4 (11)                     | 0.1 (2)                      | 0.0 (1)                      | 0.0 (1)                      | 0.2 (5)                      | 0.7 (19)                     | 1.7 (42)                     | 2.8 (72)                     | 16.5 (420)                   |
| متوسط أيام هطول الأمطار           | 9                            | 9                            | 9                            | 5                            | 2                            | 1                            | 0                            | 0                            | 1                            | 3                            | 6                            | 9                            | 54                           |
| المصدر:                           |                              |                              |                              |                              |                              |                              |                              |                              |                              |                              |                              |                              |                              |